# Moszczenica (Piccola Polonia)
Moszczenica è un comune rurale polacco del distretto di Gorlice, nel voivodato della Piccola Polonia.
Ricopre una superficie di 37,6 km² e nel 2004 contava 4 720 abitanti.